# Полет L-51 на „Аерофлот“
Полет L-51 на „Аерофлот“ е редовен вътрешен пътнически полет от международното летище „Рига“, Рига, до международното летище „Лиепая“, Лиепая, Латвийска съветска социалистическа република, Съюз на съветските социалистически републики, управляван от „Аерофлот“. На 30 декември 1967 г. самолетът „Антонов Ан-24“, който изпълнява полета, се разбива при подхода за международното летище „Лиепая“, в резултат на което загиват 43 от общо 51 пътници и екипаж на борда на машината. Към юли 2025 г. това е най-смъртоносният авиационен инцидент в историята на Латвия.
След подробно проучване на инцидента разследващите докладват за поредица от събития, които довеждат до катастрофата. Самолетът започва да се спуска с превишена скорост и от твърде високо разстояние към терена. Неправилното използване на обратната тяга от екипажа по време на полет, неспособността му своевременно да спре това действие от левия двигател и преждевременното прибиране на клапите и колесника по време на завършването на втория опит за кацане също допринасят за катастрофата.